# Andreas Hilger
Andreas Hilger (* 23. März 1967 in Köln; † 15. Juni 2024 in Tbilisi, Georgien) war ein deutscher Historiker und Hochschullehrer.

## Leben und Wirken
Hilger studierte Geschichte und Slawistik sowie Bibliotheks- und Dokumentationswissenschaften (Diplom) in Köln, Wolgograd (Russland) und Greystones (Irland). Danach wurde er 1998/99 bei Jost Dülffer und Andreas Kappeler an der Philosophischen Fakultät der Universität zu Köln mit der Dissertation Deutsche Kriegsgefangene in der Sowjetunion 1941–1956 zum Dr. phil. promoviert.
Von 2000 bis 2005 war er wissenschaftlicher Mitarbeiter am Hannah-Arendt-Institut für Totalitarismusforschung in Dresden und an der Abteilung für Osteuropäische Geschichte des Historischen Seminars der Universität zu Köln. Er war in Projekte des Bundesbeauftragten für die Stasi-Unterlagen eingebunden und übernahm Rechercheaufträge. Seit 2001 war er zudem Lehrbeauftragter an den Universitäten Hamburg, Heidelberg und Bremen. Ab 2003 übernahm er auch Beratertätigkeiten für Fernsehproduktionen und Ausstellungen (u. a. „Russland und Deutschland. Von der Konfrontation zur Zusammenarbeit“ im Deutsch-Russischen Museum Berlin-Karlshorst).
2015 habilitierte er sich an der Helmut-Schmidt-Universität der Bundeswehr in Hamburg zum Thema Die sowjetisch-indischen Beziehungen 1941–1965/1966. Kommunismus, Dekolonisierung und Kalter Krieg. Er erhielt die Venia legendi für Neuere Geschichte und Osteuropäische Geschichte. Von 2009 bis 2011 war er Lehrkraft für besondere Aufgaben an der Professur für Neuere Geschichte unter Berücksichtigung Westeuropas (Bernd Wegner) an der Fakultät für Geistes und Sozialwissenschaften der Helmut-Schmidt-Universität. Von 2011 bis 2016 war er wissenschaftlicher Mitarbeiter der Unabhängigen Historikerkommission zur Erforschung der Geschichte des Bundesnachrichtendienstes 1945–1968. Im Sommersemester 2016 vertrat er die Professur für Neuere Geschichte (Roland Wenzlhuemer) an der Universität Heidelberg. Danach wurde er wissenschaftlicher Leiter des russisch-deutschen Projekts zur Suche und Digitalisierung von Archivunterlagen „Sowjetische und deutsche Kriegsgefangene und Internierte“ am Deutschen Historischen Institut Moskau. Im Sommersemester 2018 vertrat er an der Universität Heidelberg die Professur für Osteuropäische Geschichte. 2019 bis Anfang 2023 war er Stellvertretender Direktor des Deutschen Historischen Instituts in Moskau. Seit Herbst 2023 leitete er das Zweigbüro Georgien der Max Weber Stiftung in Tbilisi und wurde im November 2023 zum stellvertretenden Leiter des neuen Max Weber Netzwerks Osteuropa ernannt. Im Juni 2024 verstarb er plötzlich in Tbilisi.
Seine Forschungsschwerpunkte waren die deutsche, russische/sowjetische und südasiatische Geschichte und die Geschichte Internationaler Beziehungen seit dem 19. Jahrhundert, der Zweite Weltkrieg, Kriegsgefangenengeschichte sowie die Geschichte von Sicherheitskonzepten und -strukturen.
Hilger war verheiratet und Vater eines Kindes.

## Schriften (Auswahl)
- mit Thomas Kunze, John Zimmermann (Hrsg.): Bis in den Krieg. Die Außenpolitik der UdSSR 1938/39. Dokumente aus russischen Archiven. Schöningh, Paderborn 2023.
- Internationale Geschichte seit 1945. Kohlhammer, Stuttgart 2021, ISBN 978-3-17-032771-9.
- Wolfgang Krieger in Verbindung mit Andreas Hilger und Holger M. Meding (Hrsg.): Die Auslandsaufklärung des BND: Operationen, Analysen, Netzwerke in Verbindung (= Jost Dülffer, Klaus-Dietmar Henke, Wolfgang Krieger, Rolf-Dieter Müller [Hrsg.]: Veröffentlichungen der Unabhängigen Historikerkommission zur Erforschung der Geschichte des Bundesnachrichtendienstes 1945–1968. Band 13). Ch. Links Verlag, Berlin 2021, ISBN 978-3-96289-118-3.
- Sowjetisch-indische Beziehungen 1941–1966. Imperiale Agenda und nationale Identität in der Ära von Dekolonialisierung und Kaltem Krieg. Böhlau Verlag, Köln 2018.
- Deutsche Kriegsgefangene in der Sowjetunion, 1941–1956. Kriegsgefangenenpolitik, Lageralltag und Erinnerungen (= Schriften der Bibliothek für Zeitgeschichte. N.F., Bd. 11). Klartext-Verlag, Essen 2000, ISBN 3-88474-857-2.
- mit Ute Schmidt, Mike Schmeitzner (Hrsg.): Sowjetische Militärtribunale (= Schriften des Hannah-Arendt-Instituts für Totalitarismusforschung. Bd. 17). Böhlau, Köln u. a. 2001/03.

- Band 1: Die Verurteilung deutscher Kriegsgefangener 1941–1953. 2001, ISBN 3-412-06701-6.
- Band 2: Die Verurteilung deutscher Zivilisten 1945–1955. 2003, ISBN 3-412-06801-2.

- (Hrsg.): „Tod den Spionen!“. Todesurteile sowjetischer Gerichte in der SBZ/DDR und in der Sowjetunion bis 1953 (= Berichte und Studien des Hannah-Arendt-Institut für Totalitarismusforschung. Nr. 51). V und R Unipress, Göttingen 2006, ISBN 3-89971-286-2.
- mit Mike Schmeitzner, Clemens Vollnhals (Hrsg.): Sowjetisierung oder Neutralität? Optionen sowjetischer Besatzungspolitik in Deutschland und Österreich 1945–1955 (= Schriften des Hannah-Arendt-Instituts für Totalitarismusforschung. Bd. 32). Vandenhoeck & Ruprecht, Göttingen 2006, ISBN 978-3-525-36906-7.
- (Hrsg.): Die Sowjetunion und die Dritte Welt. UdSSR, Staatssozialismus und Antikolonialismus im Kalten Krieg 1945–1991 (= Schriftenreihe der Vierteljahrshefte für Zeitgeschichte. Bd. 99). Oldenbourg, München 2009, ISBN 978-3-486-59153-8.
- (Hrsg.): Diplomatie für die deutsche Einheit. Dokumente des Auswärtigen Amts zu den deutsch-sowjetischen Beziehungen 1989/90 (= Schriftenreihe der Vierteljahrshefte für Zeitgeschichte. Bd. 103). Oldenbourg, München 2011, ISBN 978-3-486-70659-8.
- mit Rüdiger Overmans, Pavel Polian (Hrsg.): Rotarmisten in deutscher Hand. Dokumente zu Gefangenschaft, Repatriierung und Rehabilitierung sowjetischer Soldaten des Zweiten Weltkrieges. Schöningh, Paderborn u. a. 2012, ISBN 978-3-506-76545-1.
- mit Corinna R. Unger (Hrsg.): India in the world since 1947. National and transnational perspectives. Lang, Frankfurt am Main u. a. 2012, ISBN 978-3-631-61178-4.
- mit Oliver von Wrochem (Hrsg.): Die geteilte Nation. Nationale Verluste und Identitäten im 20. Jahrhundert (= Schriftenreihe der Vierteljahrshefte für Zeitgeschichte. Bd. 107). Oldenbourg, München 2013, ISBN 978-3-486-71863-8.